# Фудбалски савез Теркса и Кејкоса
Фудбалски савез Туркса и Кајкоса (енгл. Turks and Caicos Islands Football Association (TCIFA)) је управно тело фудбала на острвима Туркс и Каикос. Они контролишу фудбалску репрезентацију Туркса и Каикоса, мушку лигу МФЛ лиге, ФА куп Туркса и Каикоса и женску лигу ВФЛ лиге.
Њена садашња председница је Сонија Биен Ајм, која је 2014. заменила Кристофера Брајана. 